# Ehretia dolichandra
Ehretia dolichandra är en strävbladig växtart som beskrevs av R.R. Will. Ehretia dolichandra ingår i släktet Ehretia och familjen strävbladiga växter. Inga underarter finns listade i Catalogue of Life.